# Zgrada Predsjedništva BiH
Zgrada Predsjedništva Bosne i Hercegovine je službena rezidencija Predsjedništva Bosne i Hercegovine od 1996. godine, a nalazi se u Sarajevu na adresi Maršala Tita 16. Zgrada je nacionalni spomenik Bosne i Hercegovine od 2009. godine. 

## Opis
Zgrada Predsjedništva Bosne i Hercegovine je izgrađena u vrijeme austrougarske uprave, kao zdanje Zemaljske vlade za Bosnu i Hercegovinu. Projektirao ju je arhitekt Josip Vancaš nakon odobrenja za gradnju koje je na najvišem mjestu osigurao Benjamin Kallay, ministar Zajedničkog ministarstva financija. Od završetka radova 1886. godine u zgradi djeluju ključna tijela vlasti i razne državne institucije, kako za austrougarske vlasti tako i u vrijeme kasnijih vlasti.
Od 1929. do 1941. godine u Zgradi Zemaljske vlade I je bilo sjedište Drinske banovine. Od 1945. do 1963. godine, u Federativnoj Narodnoj Republici Jugoslaviji bilo je sjedište Vlade Republike Bosne i Hercegovine, a poslije 1963. godine sjedište Predsjedništva Vlade Socijalističke Republike Bosne i Hercegovine i Izvršnog vijeća Skupštine Bosne i Hercegovine. U toku rata od 1992. do 1996. godine bila je zgrada Predsjedništva Republike Bosne i Hercegovine. Konstituisanjem Predsjedništva Bosne i Hercegovine, u listopadu 1996. godine, nastavljen je kontinuitet boravka članova kolektivnog šefa države u ovoj zgradi. U zgradi se nalaze: Ustavni sud BiH, Ministarstvo vanjske trgovine i ekonomskih odnosa Bosne i Hercegovine, Arhiva Bosne i Hercegovine, Uprava za geodetske poslove i imovinsko - pravne poslove Bosne i Hercegovine, predsjednik i potpredsjednik Vlade Federacije Bosne i Hercegovine, Federalna uprava za geodetske i imovinsko-pravne poslove, Arhiva Federacije Bosne i Hercegovine, Službe za zajedničke poslove organa i tijela Federacije Bosne i Hercegovine.
Zgrada predstavlja najizrazitiji primjer neorenesanse u Bosni i Hercegovini koji je nastao po uzoru na firentinske palače 15. stoljeća (Palata Pitti, Palazo Ruccelai). Od njih su preuzeti rustika, stepenovane jačine po etažama, kao i podjela fasade vijencima i prozorima.
Nekoliko puta je dograđivana i restaurirana, zadnji put poslije rata 1992-95. godine.

## Vanjske poveznice
- Predsjedništvo BiH